# Требеништа
Требеништа (макед. Требеништа) — село в Республике Македония, входит в общину Дебарца.

## География
Село Требеништа находится в 14 километрах к северо-западу от Охрида. Село лежит на берегу Охридского озера, на высоте 848 метров над уровнем моря. Численность населения составляет 513 человек (на 2002 год). Подавляющее число жителей — македонцы. В XIX-начале XX столетия большинство населения в Требениште были болгарами.

## История
На окраине Требениште находится древний некрополь с установленными 56 захоронениями, относящимися к периоду VII—IV столетий до нашей эры. Первые раскопки проводились здесь болгарским археологом Карелом Шкорпилом. Затем раскопки продолжались в 1930—1934 (Богдан Филов), 1953—1954 годах и в 1972 году. Были обнаружены среди прочих находок 4 золотые погребальные маски, большое количество предметов домашнего обихода, оружия, орудий труда. Найденные в Требениште исторические ценности хранятся в музеях Софии, Белграда, Скопье. Учёные находят сходство между обнаруженными в Требеништенском могильнике предметах культуры и изделиями микёнской эпохи, найденными в шахтных гробницах Греции бронзового века.